# Maniera moderna
Maniera moderna (traduction littérale : Façon ou manière moderne)  se réfère à la production artistique de la Renaissance tardive, à partir des dernières décennies du XVe siècle, qui a conduit, après 1520, au maniérisme. Le terme a été inventé par Giorgio Vasari dans Les Vies des meilleurs peintres, sculpteurs et architectes dans sa dernière édition en 1568.

## La définition de Vasari
Vasari a divisé son œuvre en plusieurs parties, correspondant à un « progrès de l'art  », qui a commencé avec Cimabue, le premier « superatore » de la « manière grecque brute, maladroite et ordinaire [...]  » (le style byzantin) et qui a atteint son apogée avec Michel-Ange, le créateur suprême qui a définitivement dépassé les Anciens.
La première partie décrit les artistes de Cimabue, précisément, aux artistes du gothique international ; la deuxième partie part des pionniers de la Renaissance jusqu'à la fin du XVe siècle, les artistes de la « manière sèche  » ; la troisième partie explique le dépassement du « deuxième âge », caractérisé par l'accent sur les « difficultés de la perspective » et les « vues désagréables », en faveur d'œuvres d'art satisfaisantes sous tous les aspects, naturelles et harmonieuses, « qui ne manquent que de mouvement et de souffle ».
Les racines de la « manière moderne » sont par conséquent les expériences florentines et vénitiennes des dernières décennies du XVe siècle, avec une synthèse du meilleur qui a eu lieu à Milan, grâce à la présence contemporaine de Léonard de Vinci et de Bramante, qui ont entamé un processus d'échanges fructueux également avec la tradition populaire.

## Source de traduction
- (it) Cet article est partiellement ou en totalité issu de l’article de Wikipédia en italien intitulé « Maniera moderna » (voir la liste des auteurs).